# Biografielijst Ob

## Oba
- Obadja, Joods profeet

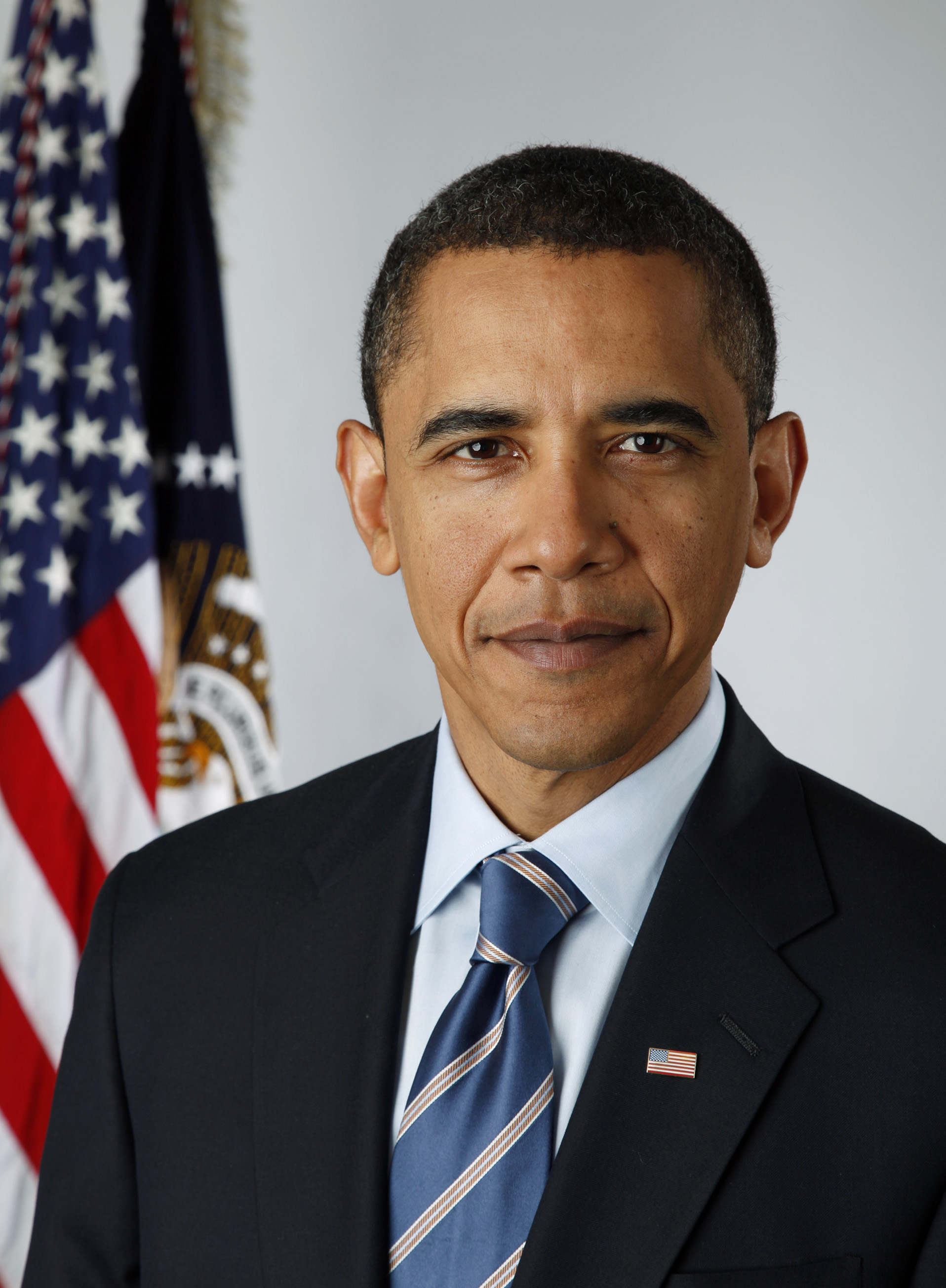
Barack Obama

- Barack Obama (1961), Amerikaans president (2009-2016)
- Michelle Obama (1964), Amerikaans advocate en echtgenote van Barack Obama

## Obe
- Khamis al-Obeidi (1966-2006), Iraaks advocaat
- Sonja Oberem (1973), Duits triatlete en atlete
- Christina Obergföll (1981), Duits atlete
- Karin Oberhofer (1985), Italiaans biatlete
- Sergio Obeso Rivera (1931-2019), Mexicaans kardinaal

## Obi
- Francis Obikwelu (1978), Portugees atleet
- Victor Nsofor Obinna (1987), Nigeriaans voetballer
- Hellen Obiri (1989), Keniaans atlete

## Obo
- Milton Obote (1924-2005), Oegandees president
- Max Oboussier (1888-1935), Vlaams activist
- Robert Oboussier (1900-1957), Zwitsers-Belgisch componist en muziekcriticus

## Obr
- Sergej Obraztsov (1901-1992), Russisch poppenspeler
- Austin O'Brien (1981), Amerikaans acteur
- Dan O'Brien (1966), Amerikaans atleet
- Ed O'Brien (1968), Brits musicus
- Emmet O'Brien (1981), Iers autocoureur
- Eugene O'Brien (1880-1966), Amerikaans acteur
- Michael O'Brien (1974), Australisch accountant en streaker
- Parry O'Brien (1932-2007), Amerikaans atleet
- Robert O'Brien (1908-1987), Amerikaans autocoureur
- Shane O'Brien (1960), Nieuw-Zeelands roeier
- Skip O'Brien (1950-2011), Amerikaans acteur
- Spencer O'Brien (1988), Canadees snowboardster
- William O'Brien (1951), Amerikaans/Hongkongs autocoureur
- Christian Obrist (1980), Italiaans atleet
- Sean O'Bryan (1963), Amerikaans acteur en filmproducent

## Obs
- René Obst (1977), Duits wielrenner

## Obu
- Ramon Obusan (1938-2006), Filipijns danser, dansleraar en choreograaf

## Oby
- Brían F. O'Byrne (1967), Iers acteur